# Biri (Northern Samar)
Biri ist eine philippinische Stadtgemeinde in der Provinz Northern Samar. Sie hat 11.767 Einwohner (Zensus 1. August 2015). Die Gemeinde liegt im Naturschutzgebiet Biri Larosa Protected Landscape/Seascape.

## Baranggays
Biri ist politisch unterteilt in acht Baranggays.
- Poblacion (Biri)
- MacArthur
- Kauswagan (Basud)
- Pio Del Pilar
- Progress or Talisay
- San Antonio
- San Pedro
- Santo Niño